# Sydney Barros
Sydney Barros (Atlanta, 21 febbraio 2005) è una ginnasta statunitense, vincitrice della medaglia di bronzo con la squadra ai Mondiali Juniores del 2019.